# Stefanie Powers
Stefanie Powers, född Stefania Zofia Paul den 2 november 1942 i Hollywood, Los Angeles, Kalifornien, är en amerikansk skådespelare och polospelare.
Hon filmdebuterade 1961 i Tammy – flickan från floden. Bland övriga filmer märks Fruktans grepp (1962), McLintock! (1963) och Full speed igen, Herbie! (1974).
Mest känd är hon för TV-serierna The Girl from UNCLE (1966), Par i hjärter (1979–1984; mot Robert Wagner) och Mistrals dotter (1984).
Hon var gift med Gary Lockwood 1966–1972. Från 1974 levde hon i ett samboförhållande med skådespelaren William Holden fram till hans plötsliga död 1981 och var med och grundade William Holden Wildlife Foundation i hans minne.
Hon spelade hästpolo både i USA och England. I Royal County of Berkshire Polo Club (där bl a Kung Charles III är medlem), var hon en av de första utländska medlemmarna. 2005 spelade hon en turnering i England, Joules United Kingdom National Women's Championships (Ascot).